# Амагерський пляж
Амагер Страннпарк (дан. Amager Strandpark) — пляж і парк протяжністю 4,6 км у Копенгагені. Розташований вздовж східного берега острова Амагер зі сторони протоки Ересунн. Пляжу присвоєна нагорода «Блакитний прапор».
Парк заснований в 1934 році, а в 2005 році споруджено штучний острів завдовжки 2 км, відокремлений від початкового пляжу лагуною, через яку перекинуто три мости. Пляж поділений на дві частини. У північній частині розташований природний піщаний пляж з невеликими дюнами. У південній частині прокладений широкий променад і побудовані майданчики для ігор з м'ячем і пікніків. У південному кінці пляжу є невеликий причал для яхт і парковка. В лагуні є мілководні зони для дітей, а також кілометрова доріжка для плавання.
На пляжі дозволено розводити багаття, в прибережній зоні можна займатися каякінгом і дайвінгом. Також передбачені майданчики для занять спортом і концертів просто неба. З берега добре видно вітряну електростанцію Міддельгрунден (дан. Middelgrunden), розташовану у відкритому морі. До пляжу можна дістатися зі станцій метро Амагер-Странн і Фемерен лінії М2 Копенгагенського метрополітену.